# Стојко Кајевић
Стојко Кајевић познат и као Стојко Додоловски (Чучер, 1896 — Чикаго, 1976) је био један од путника који је преживео бродолом Титаника.

## Биографија
Стојко је рођен 1896. године у селу Чучер на падинама Скопске Црне Горе. Када је имао 16 година одлучује да крене пут Америке. Са нешто зарађеног новца одлази у Саутемптон у Енглеској, одакле је испловљавао Титаник. Карту је купио у последњем тренутку од једног свештеника, који је био спречен да путује па му је препродао. У ноћи 15. априла 1912. године када је Титаник почео да тоне, Стојко је скочио са 15 m висине у океан. Прво се ухватио за један чамац у коме су били богати путници које је молио да га приме у чамац, али су га они одбили. Исцрпљен и на крају снаге успео је да се закачи за један преврнути чамац. Ту га је нашао и од извесне смрти спасао извесни официр Лој који је својим чамцем спасавао преживеле. Стојко је у Америци остао до 1948. када се вратио у родно село. Био је запошљен у једној фирми у скопском насељу Ђорче Петров. Међутим, једна од три његове ћерке, која је била пилот, га је наговорила да се врати у Америку. Умро је у Чикагу у 80. години живота.